# FK Sibir Novosibirsk
Sibir (ruski: Сибирь) ruski je nogometni klub iz grada Novosibirska.

## Vanjske poveznice
- Službene stranice